# Guaratinguetá

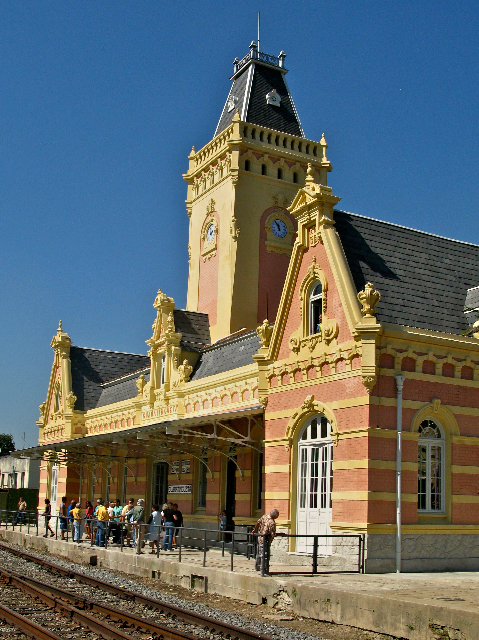
Estación ferroviaria.

Guaratinguetá es un municipio brasileño del estado de São Paulo. Su población estimada en 2017 es de 121 073 habitantes, según el Instituto Brasileño de Geografía y Estadística (INGE).
Se encuentra en la región del Valle del Paraíba, integrando la región metropolitana del Valle del Paraíba y Litoral Norte. Cabecera de la microrregión de Guaratinguetá, en los últimos años exprerimentó el crecimiento de la urbanización, lo que llevó a la microrregión a integrar una región metropolitana. El municipio es uno de los más importantes del Valle del Paraíba, teniendo importancia turística, industrial y comercial.
Es conocido en el estado de São Paulo por la celebración del carnaval, que se inició por influencia de la tradición portuguesa del entrudo.

## Toponimia
De origen tupí, la palabra Guaratinguetá significa «muchas garzas», por la unión de gûyrátinga (garza: literalmente, «pájaro blanco», por la unión de gûyrá, pájaro, y tinga, blanco) y etá (muchos). Debe su nombre por la gran cantidad de garzas blancas (Ardea alba) presentes en el lugar.

## Economía
Guaratinguetá es un importante centro de comercio y prestación de servicios de la región del Valle del Paraíba, atrayendo a personas de los municipios vecinos y del sur de Minas Gerais. Es también, la segunda mayor economía y uno de los mayores municipios de la región con relación a la población. Además, posee el mejor índice de distribución de renta de su región y bajos índices de criminalidad. Se destaca, también, por ser una de las más industrializadas de su región y por haber sido pionera en esa actividad económica. Además, alberga el mayor complejo químico de América Latina. También se destacan en el municipio las industrias de los sectores textil, alimenticio, lácteo y metalúrgico. A pesar de que la industria destaque el municipio, no el sector económico que más emplea, ya que lo es sector de comercio y servicios.
Es un importante punto turístico de carácter religioso, junto con el municipio vecino de Aparecida. Juntos, mueven gran cantidad de turistas durante el año. Guaratinguetá, junto con los municipios vecinos Aparecida y Cachoeira Paulista, desarrolló el «Circuito de la Fe», en el intento de ampliar su sector turístico. También se ofrecen itinerarios turísticos urbanos, históricos y ecológicos.

## Geografía

### Carreteras
- Rodovia Juscelino Kubitschek De Oliveira a BR-459, que conecta Paraty (Rio de Janeiro) con Poços de Caldas
- Rodovia Presidente Dutra, BR-116
- Rodovia Paulo Virgínio
- Rodovia João Martins Corrêa

### Ferrocarriles
- Ramal São Paulo del antiguo Ferrocarril Central de Brasil[22]

## Deportes
- Guaratinguetá Futebol